# 川守田政人
川守田政人（かわもりたまさと、1972年4月28日 - ）は、日本の俳優。中野笑店所属。趣味はリアクション　受身、殺陣、特技はカタコトの日本語。

## 出演

### 映画
- BE-BOP-HIGHSCHOOL（1994年、東映） - 郷ミノル役
- 明日泣く（2010） - 大屋の親方役

### DVD
- 渋谷の女子高生が語った呪いのリスト9/消えない手型（2010） - 男の霊役
- not found/禁断の削除された動画/赤いジュース（2011） - 作業員役

### テレビドラマ
- こちら葛飾区亀有公園前派出所 #1（2009年、TBS） - スタントアクション
- ザ!世界仰天ニュース #374（2010年、 日本テレビ） - 医師 役
- ディノス （2010年、フジテレビ） - モニター役
- 警視庁捜査一課9係 season10 #8（2015年、テレビ朝日） - 岡本正紀 役
- CRAZY（2017年、TOKYO MX） - 警備員 役
- NHK大河ドラマ
  - おんな城主 直虎（2017年） - 気賀の町の香辛料屋 役
  - 麒麟がくる（2020年)
  - 青天を衝け（2021年)
  - べらぼう〜蔦重栄華乃夢噺〜（2025年) - 中津山鉱山の出資者 役
- 民衆の敵〜世の中、おかしくないですか!?〜 （2017年10月23日 - 、 フジテレビ） - あおば市議会議員議長 役
- シグナル 長期未解決事件捜査班（2018年4月10日 - 6月12日、関西テレビ） - 渡辺刑事 役
  - シグナル 長期未解決事件捜査班 スペシャル（2021年3月30日）
- 連続テレビ小説（NHK）
  - 半分、青い。（2018年） - 早乙女 役
  - エール（2020年） - 客 役
  - ちむどんどん（2022年） - 東洋新聞社 営業部長 役
- 孤独のグルメ Season7 第6話 （2018年5月12日、テレビ東京）- 客 役
- ウルトラマンタイガ（2019年8月17日、テレビ朝日）肥後、暗黒星人ババルウ星人（人間体及び声）役
- さくらの親子丼（2020年11月21日 - 28日、フジテレビ） - 町内会役員 役
- 最愛 第4話（2021年11月5日、TBS） - 堀込医師 役
- 真犯人フラグ 第5話（2021年11月14日、日本テレビ） - ゼリー投げ男 役
- ユーチューバーに娘はやらん! 第8話（2022年3月14日 、テレビ東京） - 榎本の上司 役
- 連続ドラマW 雨に消えた向日葵 第3話（2022年8月7日、WOWOW）[1]
- リバーサルオーケストラ（2023年） - 白井昌也 役
- 大病院占拠（2023年） - 和田健二郎 役
- 転職の魔王様 第1話（2023年）
- ライオンの隠れ家 第1話・第2話（2024年10月11日・18日、TBS） - 勝野 役[2]
- バントマン 第1話（2024年10月12日、東海テレビ・フジテレビ系） - 上田 役[3]

### VP
- 全国警備業協会（2010年） - 搬入業者役

### スチール
- パチンコ必勝ガイド（2010年） - 解析師役

### 舞台
- だいたいビターオレンジな系譜（2009年） - 名探偵 役
- ビッグバン貴族（2009年） - セルゲイ博士役
- 猿 2009（2009年） - 新門辰五郎役
- 鬼（2010年） - 伊藤弦朴役/多紀安元役